# Sally Long
Sally Long (Kansas City, 5 dicembre 1901 – Newport Beach, 12 agosto 1987) è stata un'attrice e ballerina statunitense.

## Biografia
Trasferitasi a New York dal Missouri nel 1918, fu interprete di un cortometraggio western e poco dopo entrò a far parte della compagnia di rivista di Florenz Ziegfeld, debuttando a Broadway nel settembre del 1919 con la Ziegfeld Nine O'Clock Revue. Si dice che l'impresario fosse assicurato per centomila dollari contro il matrimonio della ragazza, senza sapere che Sally Long era già sposata segretamente da tre anni.
Dopo quattro anni di teatro, nel 1924 lasciò la danza per il cinema, stabilendosi in California, ma la sua carriera fu breve. Svanita la possibilità di recitare con Rodolfo Valentino nel previsto ma abbandonato progetto del film The Hooded Falcon, Sally Long ottenne parti di rilievo nelle commedie His Darker Self e Going the Limit, e nei western The Fighting Buckaroo, con Buck Jones, e The Border Whirlwind, del 1926, anno in cui fu scelta tra le WAMPAS Baby Stars e in cui divorziò dal marito.
Nel 1927 partecipò a quattro film e solo dopo tre anni ebbe due piccole parti: con il cortometraggio Traffic Tangle abbandonò il cinema. Sally Long morì a Newport Beach nel 1987.

## Riconoscimenti
- WAMPAS Baby Star nel 1926

## Filmografia

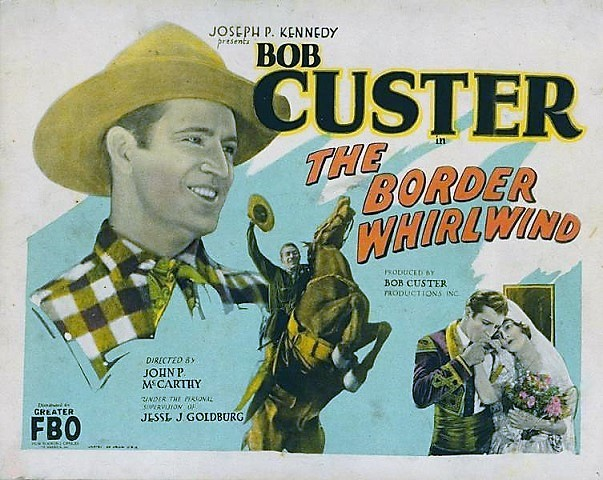
Poster del film The Border Whirlwind

- Perfectly Fiendish Flanagan; or, The Hart of the Dreadful West (1918)
- His Darker Self, regia di John W. Noble (1924)
- The Dressmaker from Paris, regia di Paul Bern (1925)
- Flaming Flappers, regia di Fred Guiol (1925)
- Quinta Strada (Fifth Avenue), regia di Robert G. Vignola (1926)
- The Fighting Buckaroo (1926)
- The Man in the Saddle, regia di Lynn Reynolds, Clifford Smith (1926)
- Going the Limit, regia di Chester Withey (1926)
- The Border Whirlwind (1926)
- The King of the Jungle (1927)
- The Kid Sister (1927)
- The Thrill Seekers (1927)
- When Danger Calls (1927)
- Cock o' the Walk (1930)
- Traffic Tangle (1930)